# Чкалово (Калінінградська область)
Чкалово (рос. Чкалово) — селище Нестеровського району, Калінінградської області Росії. Входить до складу Ілюшинського сільського поселення.
Населення —  184 особи (2015 рік). 

## Населення
| 2002 | 2010 |
| ---- | ---- |
| 141  | ↗184 |